# Sachsen-Tour 2009
| 25. Sachsen-Tour 2009 | 25. Sachsen-Tour 2009        | 25. Sachsen-Tour 2009 |                   |
| --------------------- | ---------------------------- | --------------------- | ----------------- |
| Streckenlänge         | 5 Etappen, 862 km            | 5 Etappen, 862 km     | 5 Etappen, 862 km |
| Gesamtwertung         | Patrik Sinkewitz             | 21:15:03 h            |                   |
| Zweiter               | Sebastian Langeveld          | + 2:45 min            |                   |
| Dritter               | Dirk Müller                  | + 2:52 min            |                   |
| Vierter               | Marcus Burghardt             | + 2:53 min            |                   |
| Fünfter               | Maarten Tjallingii           | + 2:53 min            |                   |
| Sechster              | Marco Pinotti                | + 2:58 min            |                   |
| Siebenter             | Lars Boom                    | + 2:58 min            |                   |
| Achter                | Paul Martens                 | + 3:01 min            |                   |
| Neunter               | Geert Steurs                 | + 3:01 min            |                   |
| Zehnter               | Jos van Emden                | + 3:03 min            |                   |
| Punktewertung         | Dirk Müller                  | 11 Punkte             |                   |
| Zweiter               | Marcus Burghardt             | 10 Punkte             |                   |
| Dritter               | Lars Boom                    | 9 Punkte              |                   |
| Bergwertung           | Patrik Sinkewitz             | 43 Punkte             |                   |
| Zweiter               | Silvère Ackermann            | 36 Punkte             |                   |
| Dritter               | Péter Kusztor                | 28 Punkte             |                   |
| Kombinationswertung   | Patrik Sinkewitz             | 67 Punkte             |                   |
| Zweiter               | Silvère Ackermann            | 45 Punkte             |                   |
| Dritter               | Péter Kusztor                | 36 Punkte             |                   |
| Nachwuchswertung      | John Degenkolb               | 21:18:07 h            |                   |
| Zweiter               | Pieter Vanspeybrouck         | + 0:03 min            |                   |
| Dritter               | Dominik Nerz                 | + 0:03 min            |                   |
| Teamwertung           | Rabobank                     | 63:54:28 h            |                   |
| Zweiter               | Topsport Vlaanderen-Mercator | + 0:02 min            |                   |
| Dritter               | Team Kuota-Indeland          | + 0:02 min            |                   |

Die 25. Sachsen-Tour fand vom 22. bis 26. Juli 2009 statt. Start- und Zielort war wie schon in den Jahren zuvor Dresden. Die Gesamtstreckenlänge aller fünf Etappen betrug ca. 862 km. Die Sachsen-Tour ist Teil der UCI Europe Tour 2009 (Kategorie 2.1) und der Deutschen Meisterschaft (TUI-Cup).
Sieger der Sachsen-Tour 2009 wurde Patrik Sinkewitz, der sich auf der „Königsetappe“ im Erzgebirge als Solist einen deutlichen Vorsprung erarbeiten konnte und diesen dann auf den folgenden Etappen erfolgreich verteidigte.

## Teilnehmerfeld
UCI ProTeams
 Rabobank
 Team Saxo Bank
 Team Columbia-HTC
 Team Milram
Professional Continental Teams
 Elk Haus
 PSK Whirlpool-Author
 Vorarlberg-Corratec
 Topsport Vlaanderen-Mercator
Continental Teams
 LKT Team Brandenburg
 Heraklion-Nessebar
 Team Kuota-Indeland
 Team Nutrixxion Sparkasse
 An Post-Sean Kelly Team
 Thüringer Energie Team
 Atlas-Romer’s Hausbäckerei
 Nationale Auswahl Deutschland

## Etappenübersicht

Strecke der Sachsen-Tour 2009

| Etappen   | Tag      | Start–Ziel           | km  | Etappensieger       | Gelbes Trikot       |
| --------- | -------- | -------------------- | --- | ------------------- | ------------------- |
| 1. Etappe | 22. Juli | Dresden–Markkleeberg | 164 | André Greipel       | André Greipel       |
| 2. Etappe | 23. Juli | Leipzig–Eibenstock   | 194 | Sebastian Langeveld | Sebastian Langeveld |
| 3. Etappe | 24. Juli | Aue–Meerane          | 176 | Patrik Sinkewitz    | Patrik Sinkewitz    |
| 4. Etappe | 25. Juli | Chemnitz–Sebnitz     | 182 | Sebastian Langeveld | Patrik Sinkewitz    |
| 5. Etappe | 26. Juli | Dresden–Dresden      | 146 | Thomas Lövkvist     | Patrik Sinkewitz    |

## Wertungen im Tourverlauf
Die Tabelle zeigt den Führenden in der jeweiligen Wertung nach der jeweiligen Etappe an.
|           | Gesamtwertung       | Punktewertung    | Bergwertung      | Kombinationswertung | Nachwuchswertung     | Teamwertung                  |
| --------- | ------------------- | ---------------- | ---------------- | ------------------- | -------------------- | ---------------------------- |
| 1. Etappe | André Greipel       | Geert Steurs     | Philipp Klein    | Philipp Klein       | Lucas Schädlich      | Thüringer Energie Team       |
| 2. Etappe | Sebastian Langeveld | Geert Steurs     | Matti Breschel   | Matti Breschel      | Pieter Vanspeybrouck | Topsport Vlaanderen-Mercator |
| 3. Etappe | Patrik Sinkewitz    | Marcus Burghardt | Patrik Sinkewitz | Patrik Sinkewitz    | Pieter Vanspeybrouck | PSK Whirlpool-Author         |
| 4. Etappe | Patrik Sinkewitz    | Dirk Müller      | Patrik Sinkewitz | Patrik Sinkewitz    | Pieter Vanspeybrouck | Rabobank                     |
| 5. Etappe | Patrik Sinkewitz    | Dirk Müller      | Patrik Sinkewitz | Patrik Sinkewitz    | John Degenkolb       | Rabobank                     |